# Hohler Fels (Stabenberg)
Der Hohle Fels, gelegentlich auch Hohler Felsen genannt, auf der Waldgemarkung der pfälzischen Stadt Deidesheim (Rheinland-Pfalz) ist eine zimmergroße Felsenhöhle, die früher – Bearbeitungsspuren an den Wänden nach – zum zeitweiligen Aufenthalt von Menschen diente. Heute eignet sich die Felsenhöhle als Unterstand für Wanderer, wenn sie von Regen oder Gewitter überrascht werden.

## Geographie
Der Hohle Fels steht in 347 m Höhe am Nordwesthang des 496 m hohen Stabenbergs, der zur Haardt gehört, dem östlichen Randgebirge des Pfälzerwalds. Vom Benjental aus, das den Westfuß des Stabenbergs säumt, ist der Hohle Fels nach etwa 600 m über einen Wanderweg zu erreichen, der beim Schnokebrunnen beginnt und auf halber Strecke in einen Fußpfad übergeht.

## Beschreibung

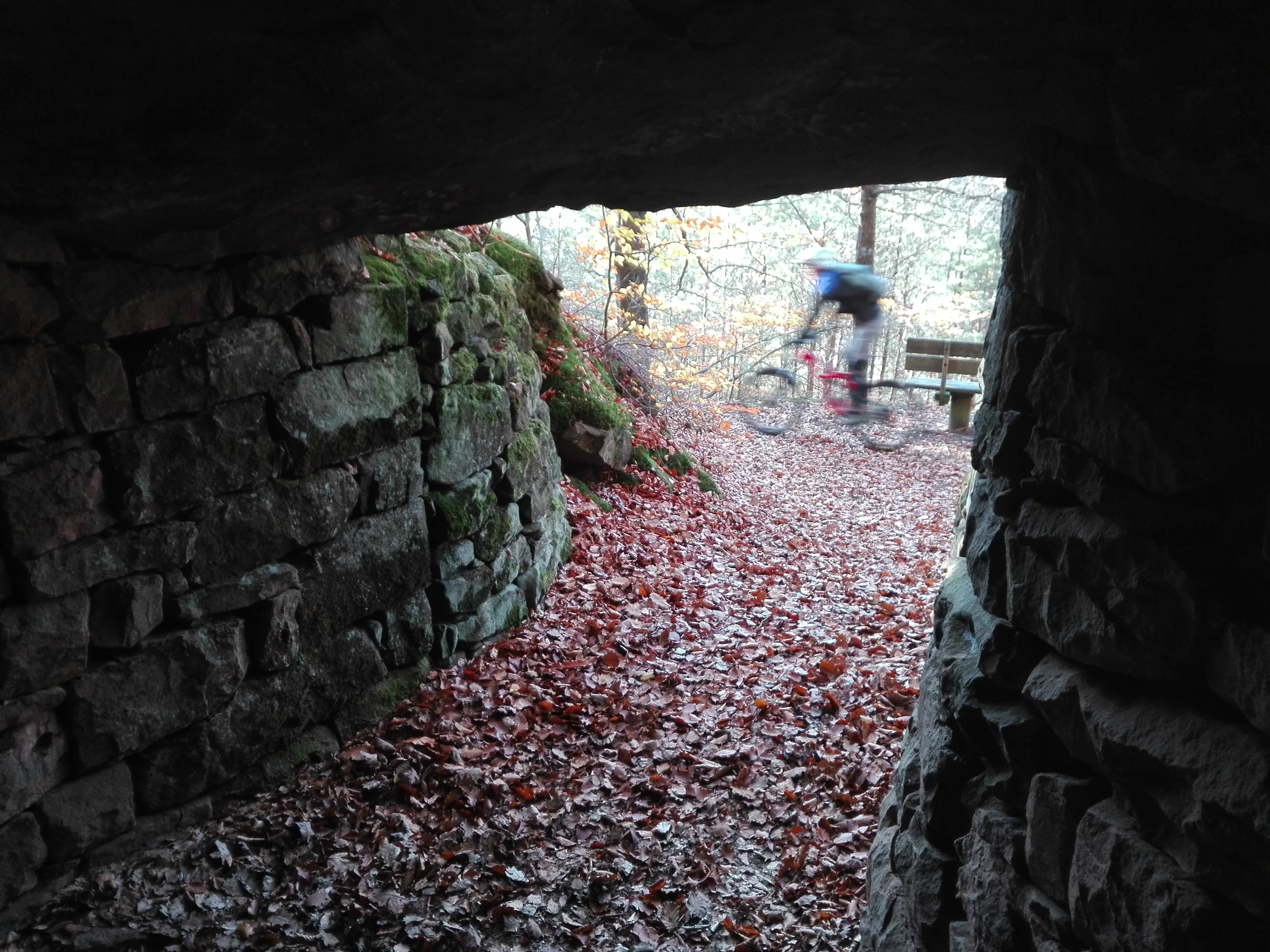
Blick nach draußen

Die Formation besteht aus mehreren voluminösen Felsen, die scheinbar wahllos aufeinandergetürmt sind und teilweise sichtlich in den Berghang hineinreichen. Der offene Eingang, durch den auch das Tageslicht einfällt, ist gut 2 m hoch und knapp 2 m breit; er zeigt nach Westen. Zu seinen beiden Seiten sind behauene Bruchsteine hochgemauert, die sozusagen die Funktion von Türpfosten haben, womit der Eindruck einer rechteckigen Pforte erweckt wird. Über dem Eingang und der gesamten Höhle, welche die Ausmaße eines großen Zimmers hat, lastet eine massive waagerechte Deckplatte.
Innen ist die Höhle nach den Seiten künstlich erweitert. Hierauf deuten Bearbeitungsspuren an den Wänden hin, die allerdings keiner bestimmten Epoche zuzuordnen sind.
Dem Eingang gegenüber steht, mit der Lehne zum Abhang, eine Ruhebank.

## Geschichte

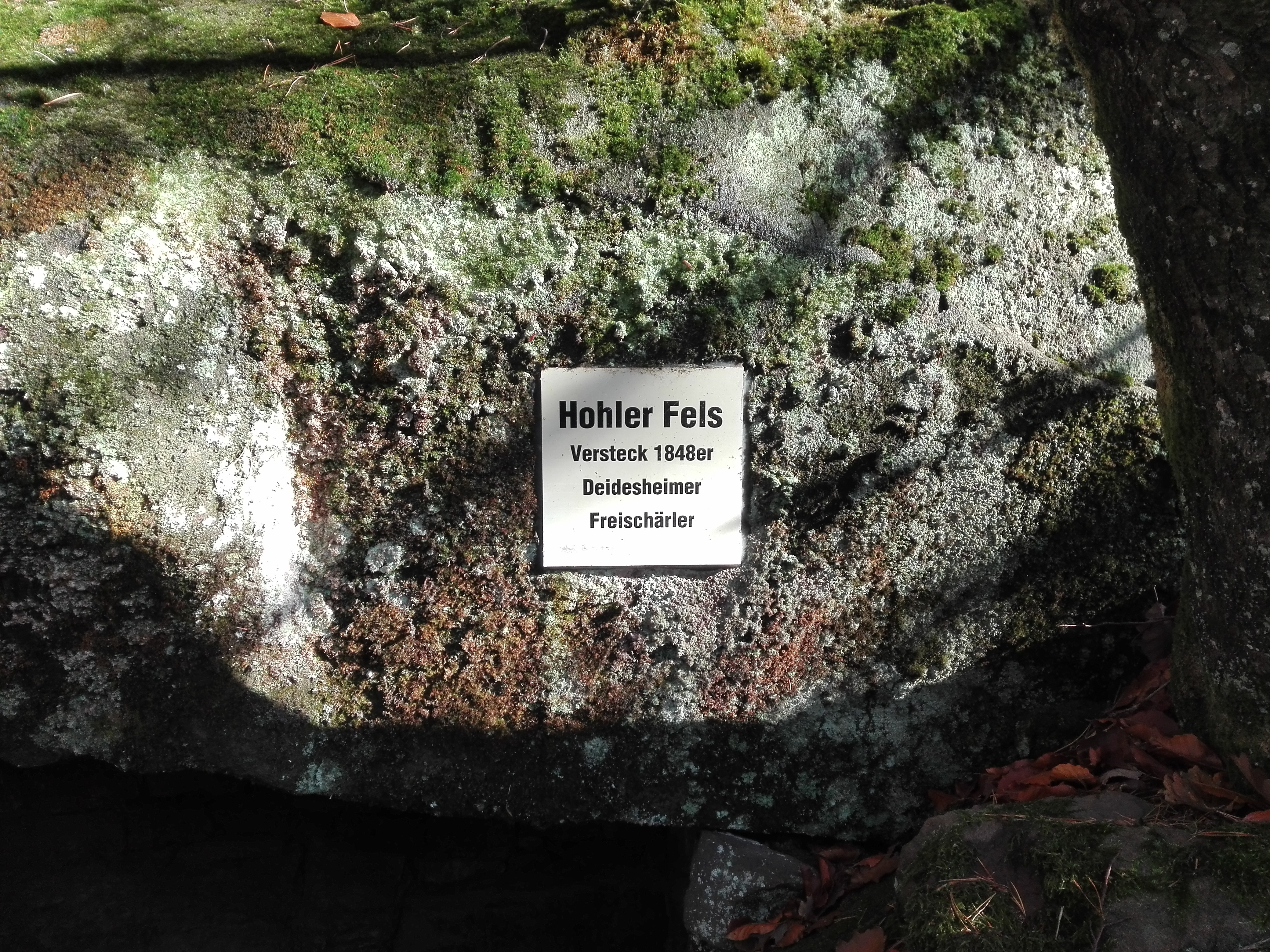
Infotafel

Angesichts der erwähnten Bearbeitungsspuren an den Innenwänden ist es unstreitig, dass die Höhle in der Vergangenheit Menschen zum zeitweiligen Aufenthalt gedient haben muss. Indessen ist ungeklärt, wann und gegebenenfalls wie oft dies war.
Rechts über dem Eingang der Höhle ist eine Informationstafel angebracht, die den Hinweis trägt: „Hohler Fels – Versteck 1848er Deidesheimer Freischärler“. Dies bezieht sich auf eine in der Gegend verbreitete Erzählung. Hiernach hätten sich während des Pfälzischen Aufstands von 1849, der auf die Deutsche Revolution 1848/1849 folgte, Revolutionäre aus der Umgebung in der Höhle versteckt gehalten. Da der Hohle Fels auf Deidesheimer Gelände steht – allerdings etwa 10 km abseits der Wohnbebauung  –, werden die Freischärler auf der Informationstafel als Ortsansässige vereinnahmt.
Am ehemaligen Forsthaus Benjental beginnt der Eselsweg, der ebenfalls am Hohlen Fels vorbeiführt. Über diesen Weg transportierten im 18. Jahrhundert die Deidesheimer Müller ihr Mehl auf Eseln durchs Gebirge, um eine von 1715 bis 1794 bestehende Zollgrenze der Kurpfalz am Mittellauf des Mußbachs zu vermeiden. Heute wird der Eselsweg touristisch genutzt.